# Pteris giasii
Pteris giasii är en kantbräkenväxtart som beskrevs av Fraser-jenk. och Pasha. Pteris giasii ingår i släktet Pteris och familjen Pteridaceae. Inga underarter finns listade.